# Robert Zaborski
Robert Zaborski (ur. 14 grudnia 1973 w Gdańsku) – polski działacz społeczny, animator kultury, konferansjer, Kawaler Orderu Uśmiechu.

## Życie prywatne, zawodowe i społeczne
Dzieciństwo i młodość spędził w Gdańsku. Od najmłodszych lat wykazywał zdolności artystyczne. Pierwsze występy wokalne rozpoczął w roku 1984, zdobywając pierwszą nagrodę w kategorii solistów na przeglądach piosenki w Gdańsku. W 1985 brał udział w eliminacjach do Festiwalu Piosenki Radzieckiej w Zielonej Górze. Śpiewał na scenie Teatru Wybrzeże w Gdańsku i różnych gdańskich scenach. Kontynuując edukację miał przerwę w występach. Powrócił już jako organizator i konferansjer ogólnopolskich festiwali Mini Playback Show organizowanych w Gdańsku w latach 1994–1998. W latach 1994–1995 związany z fundacją „Sprawni Inaczej” ówczesnej I damy RP Danuty Wałęsy – organizował akcje integracyjne na rzecz osób niepełnosprawnych. W latach 1997–2007 organizował pomoc humanitarną dla polskich placówek opiekuńczo–wychowawczych na Litwie. W latach 1998–2005 był szefem Archikatedralnej Caritas w Gdańsku – Oliwie, w tym czasie tworzył miejsca integracji dla osób starszych. W latach 2001–2016 organizował wyjazdy wypoczynkowe dla dzieci z rodzin ubogich. W 2001 r. zorganizował pierwszy festiwal Gwiazdy Dzieciom w Operze Leśnej w Sopocie, którego kolejne edycje odbywają się już na terenie całego kraju. W 2004 r. założył Stowarzyszenie Oliwskie Słoneczko i był jego prezesem do 2016 r. Aktualnie jest jego ambasadorem. W latach 2007–2010 juror festiwalu „Wielcy Nieobecni” i Ogólnopolskiego Festiwalu Piosenki Obcojęzycznej „Eurosong” w Malborku. W roku 2014 z jego inicjatywy powstało w Lubiniu muzeum zespołu Tercet Egzotyczny. W 2018 r. zorganizował dla Tercetu jubileuszową – 50 trasę koncertową po USA, a w Hali Stulecia we Wrocławiu poprowadził koncert jubileuszu 55-lecia istnienia zespołu. W 2016 r. zainicjował Konwój Świętego Mikołaja i Krainę Bajek – widowisko z udziałem kilkudziesięciu postaci bajkowych, które oprócz parad i spotkań z mieszkańcami polskich miejscowości, odwiedza dzieci pozostające w okresie świąt w szpitalach. Impreza całoroczna, wpisująca się także w programy „Cała Polska czyta dzieciom”. Od 2017 r. jest managerem polskiego zespołu z Litwy Black Biceps, któremu zorganizował pierwszą trasę koncertową na Florydzie w Polskim Centrum w Clearwater.
Od 2017 r. współtwórca marki Event Fabryka, organizującej wszystkie wydarzenia rozrywkowe i animacyjne w ramach działalności Stowarzyszenia Oliwskie Słoneczko.
W 2021 r. wydał poradnik wychowawczy Robert na receptę - wychowanie przyjaźnią, ISBN 978-83-961324-0-6.

## Nagrody i wyróżnienia
- nagroda Polcul Foundation (1999)[6] – za pracę z młodzieżą na terenie Trójmiasta
- Kawaler Orderu Uśmiechu (2003)[1] – legitymacja nr 750
- Odznaka „Przyjaciel Dzieci Ulicy” (2004) – przyznana przez Krajowy Komitet Wychowania Resocjalizującego w Warszawie, za cierpliwość, wytrwałość i niezawodność oraz nie szczędzenie czasu i wysiłku w pracy dla dobra dzieci, a przy tym uzyskanie zaufania i przyjaźni
- Tytuł i statuetka „Człowiek Otwartego Serca” (2004) – przyznany przez Kapitułę Stowarzyszenia Osób i Dzieci Niepełnosprawnych „Pomocna Dłoń”
- Medal Księcia Mściwoja II (2005)[7] – za ogromne zaangażowanie w pracy z dziećmi i młodzieżą, skupianie ich na różnorodnych zajęciach resocjalizacyjnych i wychowawczych, a także za inicjatywę utworzenia Centrum Kultury Oliwskie Słoneczko
- Odznaka Honorowa Zasłużony dla Województwa Dolnośląskiego (2016)
- Medal im. Matki Teresy z Kalkuty (2009)[8] – nadawany przez samorząd powiatu kościerskiego za wyróżniające się działania na rzecz osób niepełnosprawnych
- Srebrny Krzyż Zasługi (2018)[9]